# Операция «Хирам»
Операция «Хирам» (ивр. מבצע חירם‎) — военная операция, проведенная израильскими силами обороны (Цахаль) во время Арабо-израильской войны 1948 года. Операцией руководил генерал Моше Кармель, и она была направлена на захват Верхней Галилеи у арабской освободительной армии (АОА) под командованием Фавзи аль-Кавукджи и сирийского батальона. Операции продолжалась всего 60 часов (29-31 октября) и закончилась непосредственно вступлением в силу прекращения огня с соседними арабскими странами.
Израиль отрицает массовые убийства арабов.
В результате операции Верхняя Галилея, которая согласно плану Организации Объединенных Наций по разделу Палестины должна была стать частью арабского государства, попала под контроль вновь образованного государства Израиль, и более 50 000 палестинских беженцев уехали в Ливан.

## Название операции
Название является отсылкой к Хираму I, библейскому царю Тира. Он сыграл важную роль в строительстве первого храма в Иерусалиме.

## Обзор

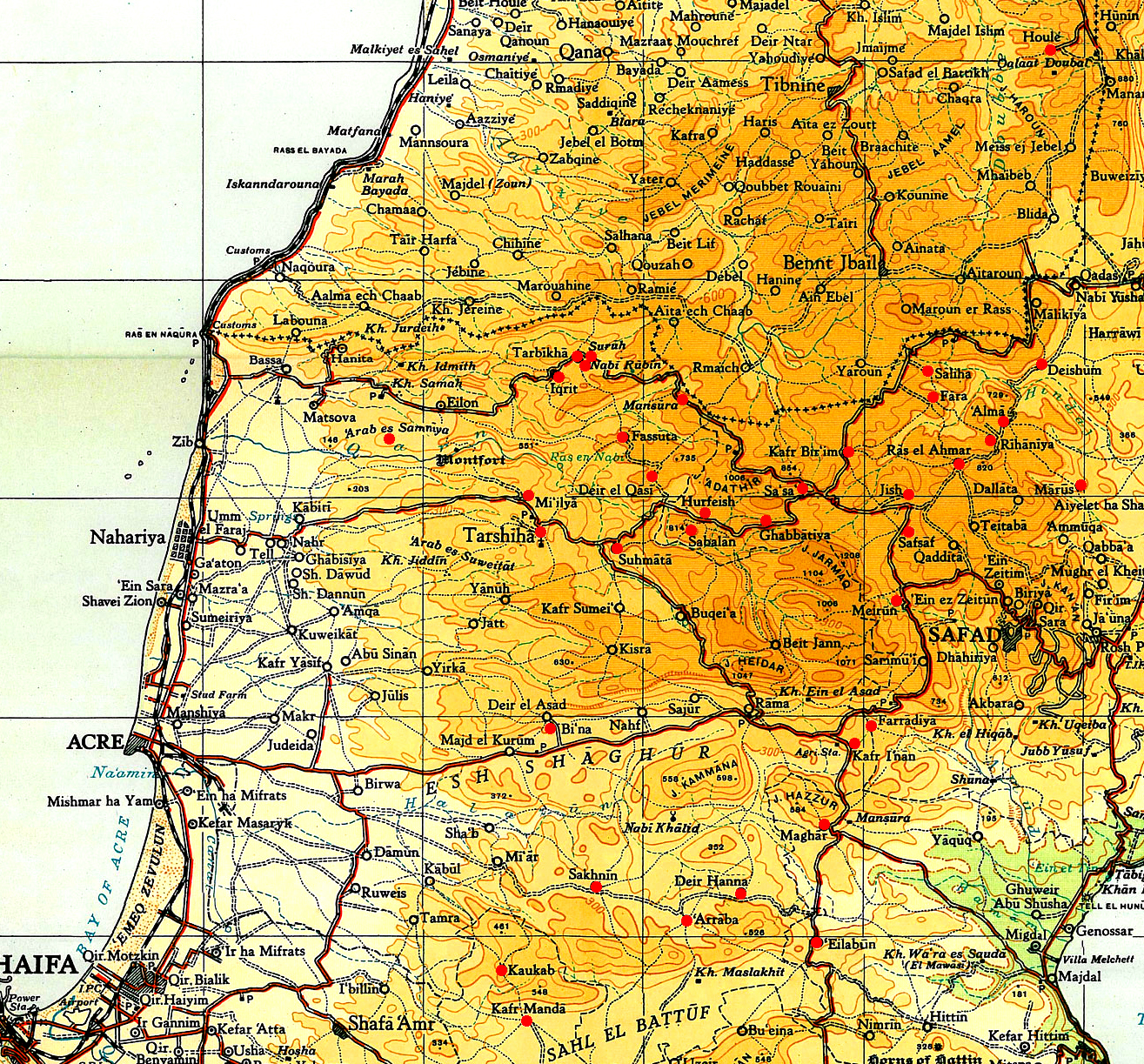
Деревни, захваченные в ходе операции Хирам. Сетка = 10км

18 июля вступило в силу второе перемирие. 26 сентября 1948 Давид Бен-Гурион сказал своему кабинету, что, если бои на Севере должны будут продолжены, то Галилея станет «чистой» и «пустой» от арабов, как его заверяли его генералы.

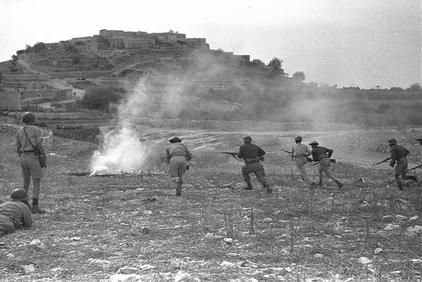
Пальмах атакует деревню Саса

Израильский пулеметчик во время штурма Сасы

Перед рассветом 22 октября АОА нарушила перемирие, и штурмовала позиции Армии обороны Израиля на холме Шейх-Абд с видом на кибуц Манара с севера. В течение 24-25 октября войска АОА регулярно обстреливали Манару и движение по главной дороге. Фавзи аль-Кавукджи потребовал от Израиля эвакуировать соседний кибуц Ифтах и проредить свои силы в Манаре. Израиль, в свою очередь, потребовал от АОА выйти с завоеванных позиций и, после отказа, информировал организацию Объединенных Наций о том, что она чувствует себя свободным действовать на своё усмотрение.
Операция началась в ночь на 29 октября 1948 года. В ней приняли сучастие четыре бригады Армии обороны Израиля: седьмой, Бригада Кармели, Голани, и бригады Одед. Оперативный приказ предписывал «уничтожить неприятеля в „кармане“ в центральной Галилее, чтобы занять всю Галилею и создать линию обороны на северной границе страны». 29 октября Вайц, узнав о начале операции, послал Игаэлу Ядину записку, убеждая его, что армия должна изгнать «беженцев» из вновь завоеванных областей.
Наземной операции предшествовали бомбардировки, направленные на Таршиху, Джиш и Сасу с использованием B-17 и C-47 (переделанный для бомбардировок), начиная с 22 октября. Самый мощный ночной взрыв прогремел 29/30 октября, когда за 13 вылетов была сброшена 21 тонна бомб на семь деревень. Бомбардировка Таршихи начала массовые бои, после того как 24 жителей были убиты и около 60 были погребены под обломками.
Начальная стадия была проведена седьмой бригадой, наступавшей из Цфата. Седьмая бригада оккупировала Кадиту 29 октября, Меирун, и затем Сафсаф и Джиш. На докладе 79-й батальона бои за Сафсаф и Джиш были описаны как «сложные» и «жестокие». В одном из израильских отчетов говорится, «150-200 арабов, в том числе несколько мирных жителей» погибли в бою за Джиш. Согласно другим отчетам, 200 тел были найдены около Джиш и 80 Мейруме.. После захвата Сафсафа израильские войска учинили резню.
От Джиша 72-й и 79-й батальон повернули на запад, чтобы взять Сасу. После захвата Сасы израильские войска повернули на северо-запад, захватив Кфар-Бирем, Салиху, и ко второй половине дня 30 октября Аль-Маликию.
Тем временем бригады «Голани» занимались диверсиями в направлении деревни Иллабун. Бригада Кармели, которой было поручено контратаковать из Сирии и Ливана, пересекла границу Ливана, захватила 15 деревень, и достигла реки Литани. Генерал Кармель получил прямое разрешения от премьер-министра Бен-Гуриона войти в Ливан, но только до реки. В последние часы наступления второй человек в команде Кармеля, генерал Маклеф, встретился с Бен-Гурионом в Тверии и попросил разрешения занять Бейрут, что, по его утверждению, могло быть достигнуто за двенадцать часов. Опасаясь международного осуждения, Бен-Гурион отказался.
Прекращение огня было запланировано на 11:00 31 октября 1948. В тот же день, в 7:30 утра, генерал-майор Моше Кармель приказал своим бригадам и районным командирам «продолжать операции по очистке Галилеи». В телеграмме от 10:00 в тот же день Кармель приказал своим бригадам и командирам: «сделать все, что в ваших силах для быстрой и немедленной расчистке завоеванных областей от всех враждебных элементов, в соответствии с изданными приказами. Жителям завоеванных областей должна быть оказана помощь уйти.» Данный приказ был выдан, видимо, после того, как Кармель встретился с Бен-Гурион в тот же день.

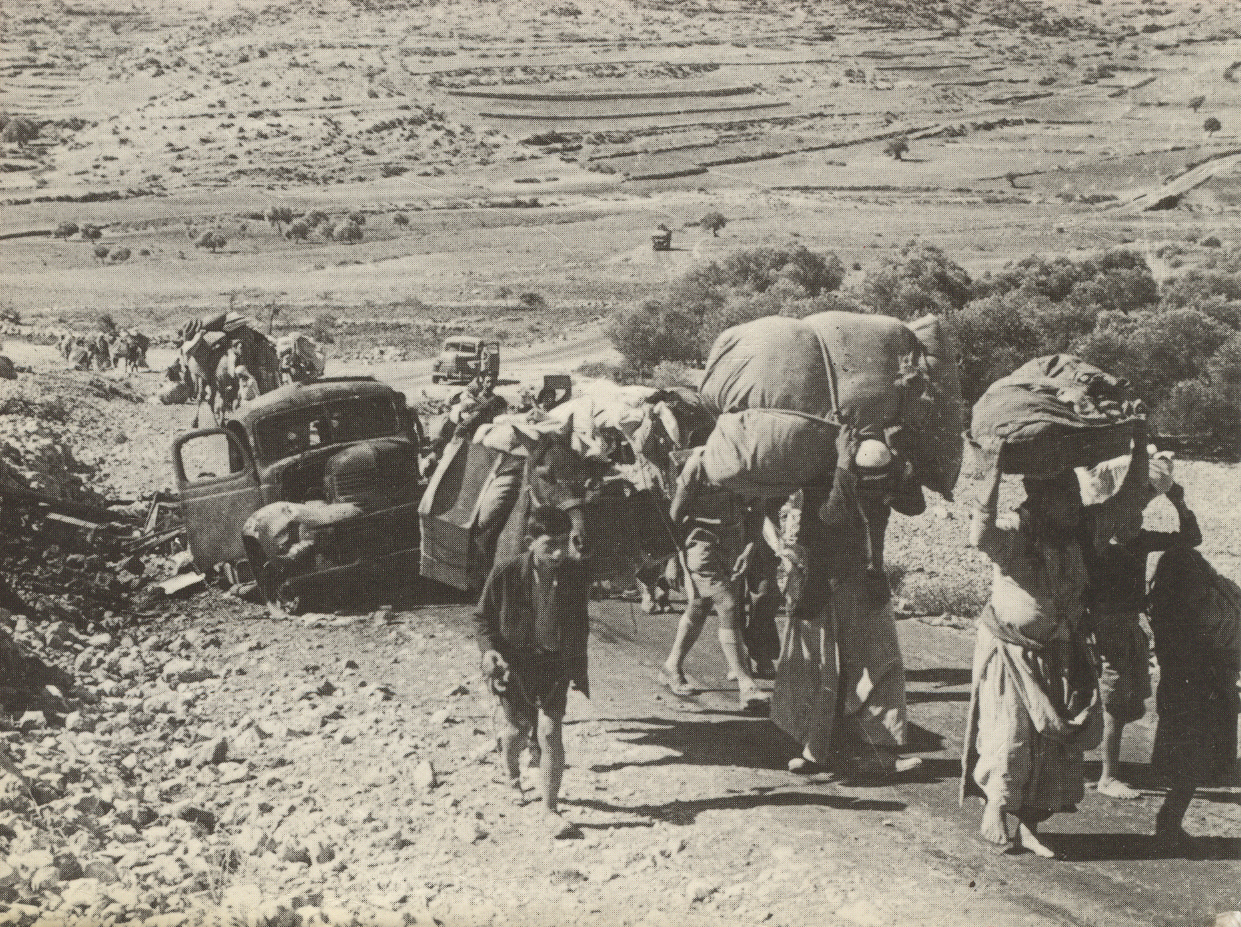
Деревенские жители бегут из Галилеи к Ливану, октябрь/ноябрь 1948

31 октября и 1 ноября 1948 г. в Хуле состоялась резня — возмездие за бойню в Хайфском нефтеперерабатывающем заводе. Офицеры, учинившие резню, впоследствии были преданы суду. Поселок был захвачен 24 октября Бригадой Кармели без какого-либо сопротивления. От 35 до 58 пленных были расстреляны в доме, который впоследствии был взорван на них.
В конце этой молниеносной атаки израильские войска достигли перекрестка Хирам к северу от Цфата. Осада с Манары была снята, армия Кувакджи бежала в Ливан, и безопасность дорог верхней Галилеи была возвращена. После того, как Галилея попала под контроль Израиля, ЦАХАЛЬ создал оборонительную линию вдоль Литани. Линия была демонтирована с ливанской границы на условиях соглашения о перемирии 1949 года.
Бомбардировки израильских ВВС нанесли значительный ущерб деревням в этом районе. Илан Паппе приводит пример четырёх деревень: Рама, Сухмата, Малкийя и Кфар-Бирим. Он утверждает, что из четырёх деревень, «единственная нетронутая деревня была Рама. Остальные три были оккупированы и разрушены». Очень немногим жителям разрешили остаться в своих домах; другие были посажены в тюрьму или высланы в Ливан и в другие места.
Согласно израильской оценке, в общей сложности во время наступления было убито 400 арабов, и 550 попали в плен.

## Обвинения в массовых убийствах
Согласно некоторым источникам, за два дня операции произошло около 10 массовых убийств, которые совпали по времени с другим массовым убийствам юго-востоку от Тель-Авива.
По словам Морриса, "зверства", совершенные во время операции Хирам, явно смущали ЦАХАЛ и израильских чиновников, которые вскоре были вынуждены реагировать на Арабские обвинения и обвинения Организации Объединенных Наций на различных форумах.
Основной официальной реакцией со стороны Израиля было частичное или полное отрицание того, что эти инциденты имели место.

## Бригады, участвовавшие в операции Хирам
- Бригада Кармели
- Голани
- Бригада Шева
- Бригада Одеда